# Вулиця Лазаревського (Конотоп)
Вулиця Лазаревського — вулиця сучасного міста Конотоп Сумської області. Одна з центральних вулиць міста.

## Назва
Названа на честь видатного українського історика, джерелознавця та видавця Олександра Матвійовича Лазаревського.

## Історія
Вперше згадується 28 червня 1929 року.
З 1920-х по 1970-ті роки — частина вулиці Пролетарська.
Назва носила ідеологічне підґрунтя. Названа на честь «пролетаріату» — найнижчого, біднішого соціального класу суспільства, який не має власності на засоби виробництва і для якого основним джерелом засобів для життя є продаж власної робочої сили.
З 1970-х років по 1992 рік — вулиця Карла Маркса.
Названа на честь німецького філософа, громадського діяча, соціолога, журналіста, економіста та ідеолога марксизму Карл Гайнриха Маркса — засновника теорії класової боротьби.
У 1992 року перейменована на вулицю Лазаревського.